# Grein
Grein är en stadskommun i distriktet Perg i förbundslandet Oberösterreich i Österrike. Grein ligger vid floden Donau. Kommunen har 2 912 invånare (2024) och består av tio ortsdelar (Ortschaften/Ortsteile)(inom parentes invånarantal 1 januari 2024):

- Dornach (55)
- Grein (2 092)
- Greinburg (114)
- Herdmann (69)
- Lehen (98)
- Lettental (158)
- Oberbergen (68)
- Panholz (100)
- Ufer (143)
- Würzenberg (15)